# Alvorninha
Alvorninha est une freguesia portugaise du district de Leiria située dans la sous-région de l’Ouest.
Avec une superficie de 37,62 km2 et une population de 3 123 habitants (2001), la paroisse possède une densité de 83,0 hab/km2.